# المرأة في الفضاء
تتناول هذه المقالة موضوع النساء اللاتي سافرن أعلى خط كارمان. وهذا يشمل الدوران حول طبقة الثيرموسفير للسفر إلى الفضاء الخارجي.
لقد عمل الكثير من النساء من مختلف الجنسيات في الفضاء. كانت فالنتينا تريشكوفا رائدة فضاء سوفيتية هي أول امرأة تمكنت من الطيران إلى الفضاء وذلك عام 1963. وبالرغم من بطء برامج الفضاء في إدماجهم، أصبحن مشتركات في تلك البرامج منذ 1980 ومابعدها. والجدير بالذكر أن معظم النساء في الفضاء كن مواطنات أمريكيات؛ كن بشكل أساسي مع البعثات علي مكوك فضاء. هناك ثلاتة دول تحافظ علي برامجها الفضائية النشطة التي تشمل النساء وهم: الصين، وروسيا، والولايات المتحدة الأمريكية، بالإضافة إلى عدد من الدول - مثل: كندا، وفرنسا، والهند، وإيران، واليابان، وكوريا الشمالية، والمملكة المتحدة - قاموا بإرسال نساء إلى الفضاء في بعثات روسية أو أمريكية.
تواجه النساء في الفضاء الكثير من التحديات نفسها التي يواجهها نظائرهن من الذكور: الصعوبات الجسدية الناجمة عن الظروف خارج الأرض، والضغوطات النفسية الناتجة عن الانفصال والعزلة. كما يمكن اعتبار الأمومة قضية إضافية.أثبتت دراسات علمية أُجريت على البرمئيات والثدييات خلاف البشر أن بعثات الفضاء القصيرة -بشكل عام- لا تؤثر سلباً، بالرغم من أن تأثير السفر الطويل إلى الفضاء على التناسل البشري غير معروف.
اعتباراً من تموز/يوليو 2014، بينما سافر 24 رجلاً إلى القمر، لم تحظَ امرأة واحدة بالسفر خارج مدار أرضي منخفض.

## النساء في برامج الفضاء
قام عدد من النساء بالسفر إلى الفضاء. بالرغم من أن أول امرأة سافرت إلى الفضاء عام 1963

### روسيا متضمنة الاتحاد السوفيتي
أول امرأة سافرت إلى الفضاء هي رائدة الفضاء السوفيتية فالنتينا تريشكوفا مع بعثة فوستوك 6 في 16 حزيران/يونيو 1963. بينما أول امرأة قامت بالسير على الفضاء هي رائدة الفضاء سفيتلانا سافيتسكيا في مهمتها الثانية في 17 بتموز/ يوليو 1984. وعلى غرار ذلك، أصبحت الروسية يلينا كونداكوفا أول امرأة تسافر من خلال برنامج سويوز ومكوك فضاء.
قام برنامج الفضاء الروسي باستضافة رائدات فضاء دوليات؛ حيث

### الولايات المتحدة

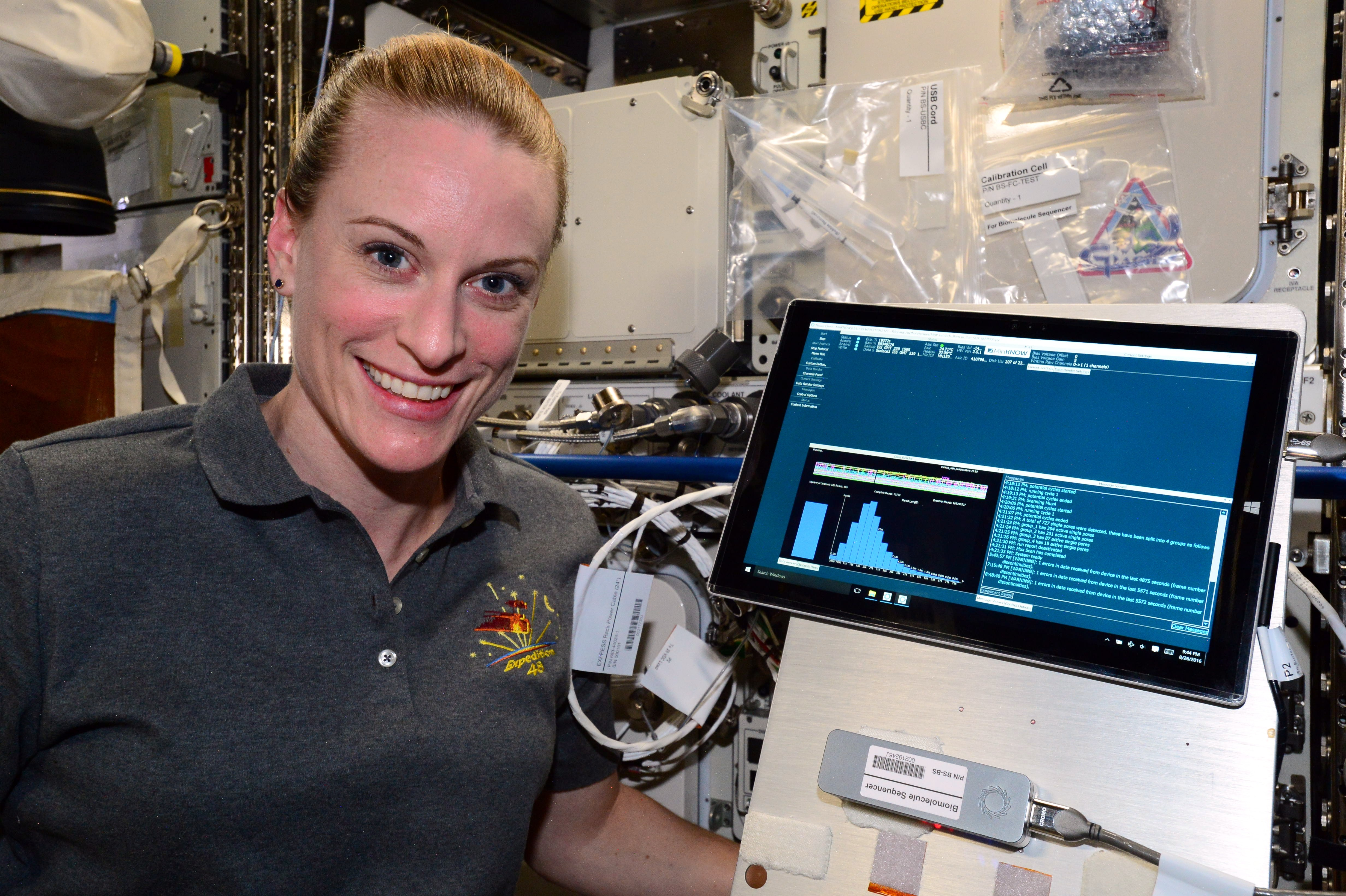
تجري تجارب على الحمض نووي على متن محطة الفضاء الدولية

لم ترسل الولايات المتحدة الأمريكية أي امرأة إلى الفضاء حتى عام 1983، حيث سافرت سالي رايد إلى الفضاء مع بعثة مكوك الفضاء السابعة. ومنذ ذلك الحين، وبالرغم من ذلك، تمكنت أكثر من 40 امرأة أمريكية من السفر إلى الفضاء؛ معظمهن عملن في رحلات مكوك الفضاء في الفترة مابين 1983إلى 2010. بالإضافة إلى ذلك، عملت 6 سيدات أمريكيات في رحلات سويوز.
بالإضافة إلى ذلك، أطلقت صواريخ أمريكية رائدات فضاء دوليات. سافرت كل من روبيرتا بوندر، جولي باييت من كندا (عام 1992 و1999/2009)، كالبانا تشاولا من الهند(1997و2003)، وشياكي موكاي وناوكو يامازاكي من اليابان (1994/1998 و2010) كجزء من برنامج الفضاء الأمريكي.
اهتم عدد من النساء البارزين ببرامج الفضاء. ففي أوائل عام2000، بدأت لوري جارفر مشروع لزيادة وضوح وسلامة الرحلات الفضائية التجارية مع مشروع «استرومام». وهي بذلك تهدف إلى شغر مقعد سويوز غير المستخدم متوجها إلى محطة الفضاء الدولية لأن «خلق حضارة ترتاد الفضاء كان واحدا من أهم الأمور التي يمكن القيام بها في حياتنا.»

### الصين
في عام 2012، أصبحت الصين رابع دولة ترسل النساء إلى الفضاء. (الأخرون هم: روسيا، والاتحاد السوفيتي السابق، والولايات المتحدة.)
أول رائدات فضائيات صينيات مرشحات تم اختيارهن عام 2010 من بين صفوف الطيارات الحربيات، وكان مطلوباً أن لن يكن أمهات متزوجات.
ذكر الصينيون أن النساء المتزوجات يكن أكثر نضوجاً جسدياً ونفسياً، كما يتضمن أن يكن قد أنجبن بالفعل. تم ملاحظة الطبيعة غير المعروفة للآثار الناتجة عن رحلات الفضاء على النساء. وبالرغم من ذلك، ذكر مدير مركز رواد الفضاء الصيني إن الزواج ليس قيدا صارما وإنما تفضيلا." فعلى سبيل المثال، ليو يانغ أول رائدة فضاء صينية، كانت متزوجة ولم تنجب أطفالا أثناء رحلتها في حزيران/يونيو 2012.

## الأمهات في الفضاء

### أمثلة
تمكن الكثير من الأمهات من السفر إلى الفضاء. على سبيل المثال، أصبحت آنا فيشر أول من يصل إلى المدار على متن ديسكفري (مكوك فضائي) مع بعثة STS-51-A في 8 تشرين الأول/نوفمبر 1984. (كان يوري جاجارين أبا في رحلته التاريخية الأولى على متن فوستوك 1.)
أصبحت فالنتينا تريشكوفا أول أم في الفضاء (بعد رحلتها). بينما كانت شانون لوسيد بالفعل أُمّا حينما اُختيرت لتكون رائدة فضاء عام 1978. تتذكر لوسيد حينما سألتها الصحافة في ذلك الوقت كيف يتعامل أطفالها مع كونها أما في الفضاء. استمرت في وضع رقم قياسي للمكوث في الفضاء ؛ حيث أقامت 188 يوما في الفضاء كانت ترسل خلالهم رسائل إلكترونية يوميا لتظل على اتصال مع عائلتها.
كانت كلودي هاينري أول امرأة فرنسية تصل إلى الفضاء وذلك عام 1996. تزوجت من جان بيير هاينري- الذي كان رائد فضاء أيضا- وأنجبت منه طفلا وهي الآن أما لثلاثة أبناء.
تشمل بعض الأمثلة الحدديثة رائدات فضاء وأمهات  مثل: نيكول ستوت؛ التي صنعت التاريخ حين تكمنت من إرسال تغريدات تويتر مباشرة من محطة الفضاء الدولية عام 2009. بالإضافة إلى كارن نبيرج؛ المرأة الخمسون في الفضاء عام 2008، التي سجلت أكثر من 340 ساعة خلال مهماتها طويلة المدى في الفضاء. بالإضافة إلى ذلك، قضت كادي كولمن عيد الأم في المدار وذلك عام 2011.

### العلاقات الأسرية
تواجه الأمهات في الفضاء عددا من التحديات المتعلقة بإدارة الحياة الأسرية ورحلات الفضاء. وبحلول عام 2010، كان من الملاحظ استخدام البريد الالكتروني والانترنت في التواصل مع عائلتهن حينما لا يكن معهم. ظلت امرأة على تواصل ملموسا أكثر مع زوجها وولدها أثناء تواجدها في المدار؛ وذلك من خلال التحدث معهم عبر الهاتف ومن خلال مكالمات فيديو جماعية مرة أسبوعيا. وطبقا لصحيفة نيويورك تايمز، أحضرت امرأة أخرى ألعاب ولدها أثناء تواجدها في المدار.

### كوارث
موضوع الأمهات في الفضاء احتل مكانة بارزة عام 1986، حينما انفجر مكوك «تشالنجر» الفضائي بعد أقل من دقيقتين من انطلاقه مما أدي إلى فقدان جميع الطاقم. من بين هؤلاء كانت «كريستا ماكوليف»؛ وهي زوجة وأم لطفلين. بالرغم من فشل «تشالجنر» في الوصول إلى المدار قبل الانفجار، فإن الكارثة مرتبطة بالأمومة في الفضاء. ذكرت والدة ماكوليف أنها دعمت ابنتها كثيرا في أن تصبح أول معلمة في الفضاء. وأشارت أنه بالرغم من أن ابنتها تدربت كثيرا على عدد من حالات الطورائ في المكوك، إلا أن أحدا لم يكن ليتوقع حدوث كارثة كهذه.
لوريل كلارك هي رائدة فضاء وأم لقيت حتفها في كارثة مكوك فضاء كولمبيا، مخلفة ورائها زوجا وطفلا. وبعد عدة سنوات، ذكر زوجها كيف ساعده ابنه كثيرا في محنة فقدان زوجته.

## الآثار الجسدية للفضاء على النساء
تخضع رائدات الفضاء إلى نفس التأثيرات الجسدية العامة نتيجة السفر إلى الفضاء كما الرجال. هذه التأثيرات تشمل تغيرات فسيولوجية بسبب انعدام الوزن مثل: تخلخل العظم وإضعاف أنسجة العضلات، التهديدات الصحية الناجمة عن الأشعة الكونية، الأخطار بسبب الفراغ ودرجة الحرارة، بالإضافة إلى التوتر النفسي.

## دراسة علمية عن الأمومة في الفضاء

### الحمل
لا تسمح ناسا للأمهات الحوامل بالسفر إلى الفضاء. وبشكل عام، لم تسافر إي امرأة حامل إلى الفضاء. بالرغم من ذلك، تطرقت مختلف التجارب العلمية إلى بعض جوانب الأمومة.
يعتبر التعرض للإشعاع مصدر قلق. فعلى صعيد السفر جوا، توصي إدارة الطيران الفيدرالية في الولايات المتحدة بكمية محددة وهي 1 مللي زيفرت للحمل، ولا أكثر من 0.5 مللي زيفرت كل شهر. تلقى رواد الفضاء في بعثات برنامج أبولو وسكاي لاب في المتوسط 1.2 مللي زيفرت و 1.4 مللي زيفرت في اليوم على التوالي.

### تربية الأطفال
أظهرت رحلة المكوك الفضائي 1998 أن أمهات الجرذ إما لاتنتج حليبا كافيا أو لا تطعم أطفالها في الفضاء. وبالرغم من ذلك، أظهرت دراسة لاحقة أُجريت على الفئران الحوامل أن الحيوانات بإمكانها الإنجاب بنجاح وإفراز اللبن بشكل طبيعي. حتى اليوم، لم يولد أي طفل بشري في الفضاء أو يذهب إلى الفضاء. ومع ذلك، تم أخذ فكرة وجود الأطفال في الفضاء على محمل الجد؛ لدرجة أن البعض ناقش كيفية كتابة المناهج الدراسية للأطفال في الأسر التي تستعمر الفضاء.